# Jablonského diagram

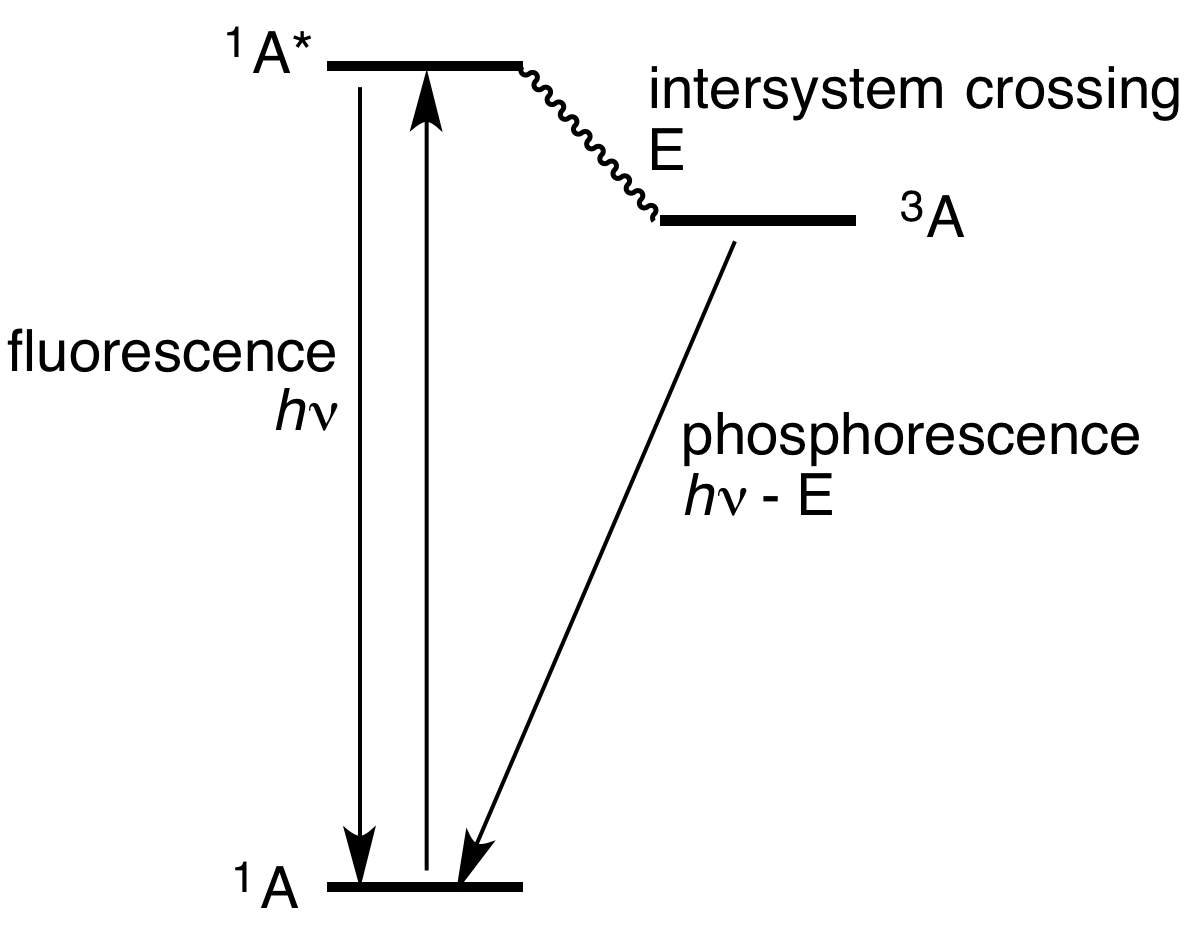
Jablonského diagram ukazující excitaci molekuly A do singletového excitovaného stavu (^{1}A*) následovaný mezisystémovým přechodem do tripletového stavu (^{3}A), který relaxuje do základního stav fosforescencí.

Jablonského diagram je v molekulární spektroskopii graf, který znázorňuje elektronové stavy molekuly a přechody mezi nimi. Stavy jsou uspořádány svisle podle energie a vodorovně sdruženy podle spinové multiplicity. Nezářivé přechody jsou znázorněny vlnitými šipkami a zářivé přechody přímými šipkami. Vibrační základní stavy každého elektronového stavu jsou znázorněny silnými čarami, vyšší vibrační stavy tenčími čarami. Diagram je pojmenovaný po polském fyzikovi Aleksandru Jabłońském.

## Přechody

Jablonského diagram znázorňující vibrační úrovně pro absorpci, nezářivý rozpad a fluorescenci

K zářivým přechodům patří absorpce fotonu, při které dochází k přechodu na vyšší energetickou úroveň, a emisi fotonu, při které dochází k přechodu na nižší úroveň. Existuje několik mechanismů nezářivých přechodů, které se v grafu vyznačují odlišně. Relaxace excitovaného stavu na jeho nejnižší vibrační hladinu se nazývá relaxace vibrační energie. Tento proces zahrnuje disipaci energie z molekuly do jejího okolí a proto u izolovaných molekul k němu nemůže docházet. Druhým typem nezářivého přechodu je interní konverze (anglicky internal conversion, IC), ke které dochází, když vibrační stav elektronově excitovaného stavu se může pár s vibračním stavem nižšího elektronového stavu. Třetím typem je mezisystémový přechod (anglicky intersystem crossing, ISC); jde o přechod do stavu s jinou spinovou násobností. V molekulách s rozsáhlými spinově-orbitálními vazbami je mezisystémový přechod mnohem důležitější než v molekulách, které vykazují pouze malou spinově-orbitální vazbu. ISC může být následován fosforescencí.

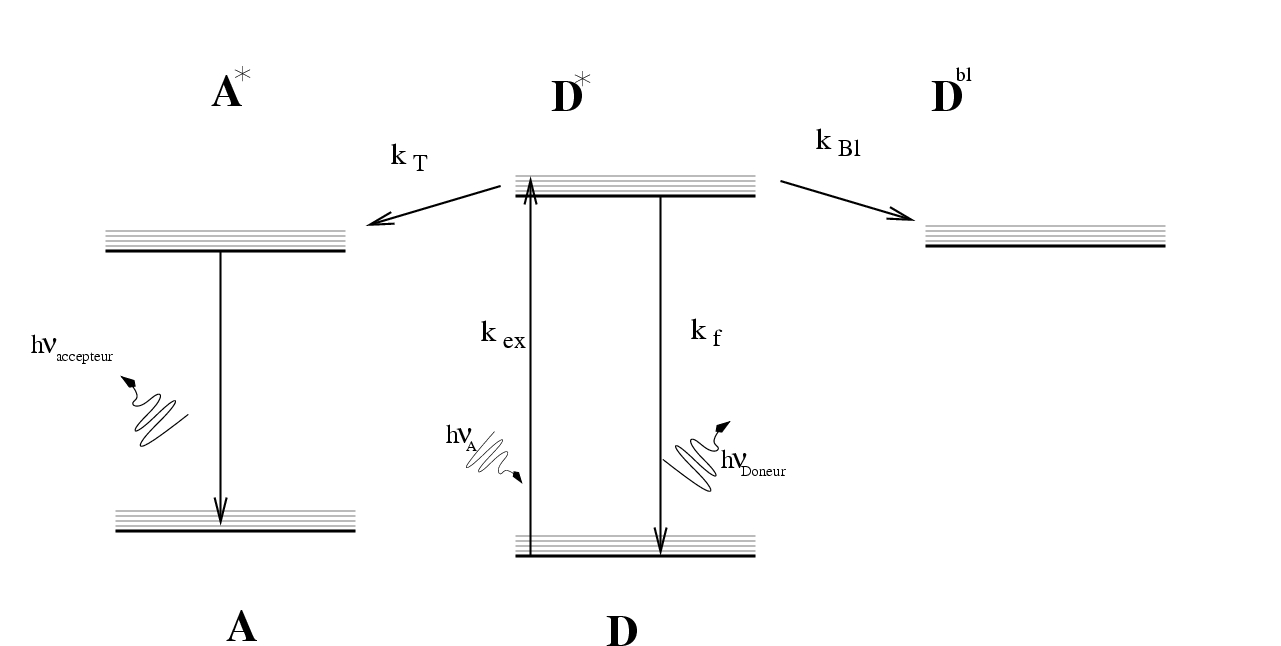
Jablonského diagram reprezentující Försterův rezonanční přenos energie (FRET)